# Fio fantasia

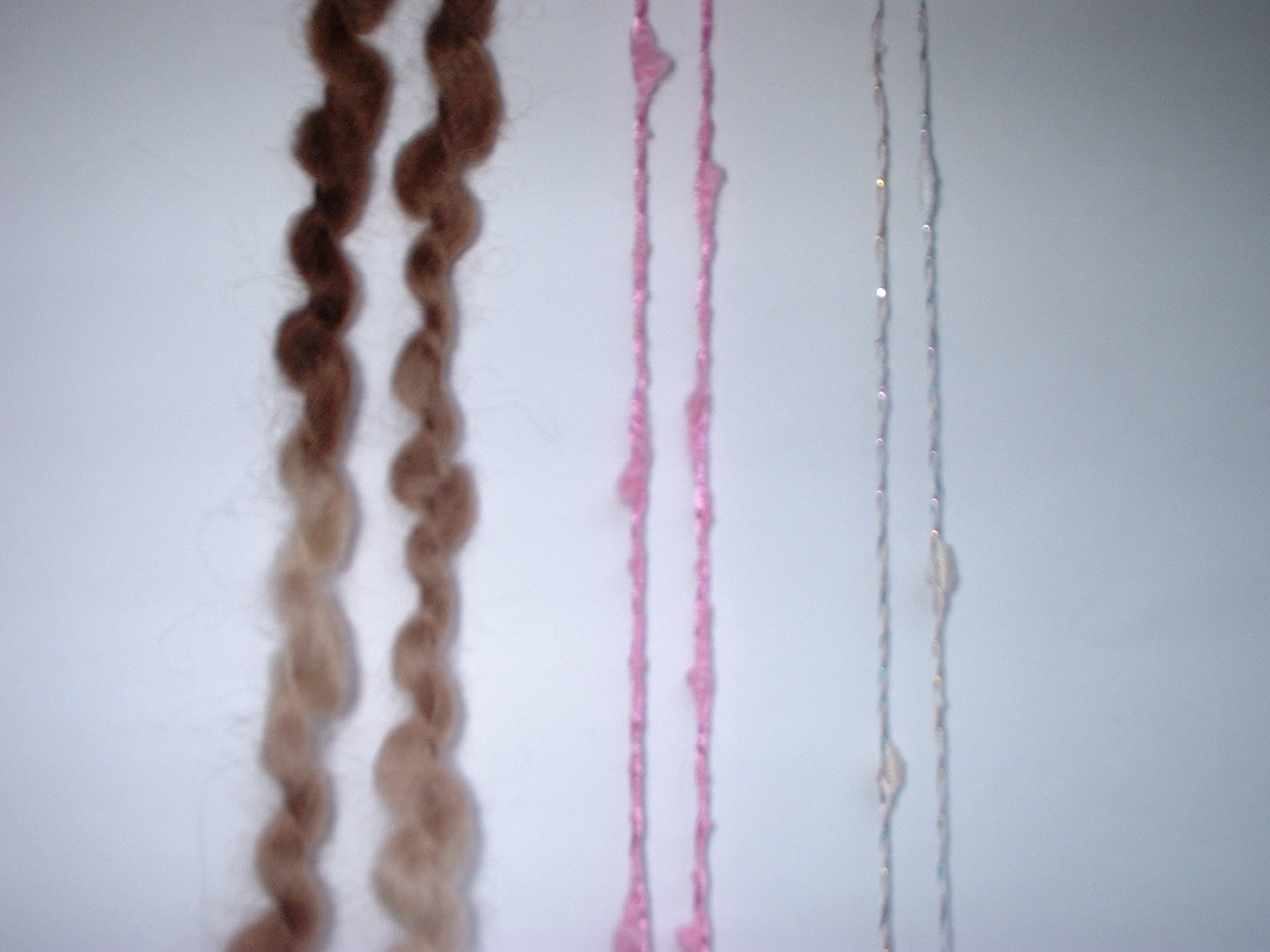
Exemplos de fios fantasia.

Fio fantasia é uma grande variedade de fios feitos com características invulgares, estrutura ou composição de fibras, tais como, slubs, inclusões, fibras metálicas ou sintéticas, escadas e espessuras variáveis introduzidas durante a produção. Alguns linho, lã para ser tecido em tweed, e os filamentos desiguais de alguns tipos de seda podem reter suas irregularidades normais, produzindo a superfície irregular característica do tecido acabado. As fibras sintéticas, que podem ser modificadas durante a produção, são especialmente adaptáveis para efeitos especiais, como crimpagem e texturização.

## Bouclé
Fio fantasia com pequenos anéis ou alças a intervalos regulares mais ou menos próximos. Estes efeitos podem simular pequenas felpas, o que produz tecidos com aspectos felpudos.

## Boutonné
Fio fantasia caracterizado por irregularidades em forma de pequenas alças, dilatações ou botões, a intervalos mais ou menos regulares. Tais fios são obtidos por meio de um fio que vai envolvendo, de forma irregular, um outro ( alma )ou por adição intermitente de pequenas porções de fibras durante o processo.

## Flamé
Fio fantasia caracterizado por trechos não cilíndricos ou com ausência de torção. Este efeito é muito parecido com o fio Slub feito nos filatórios.
Temos assim, fios fantasia simples e completos. Os fios fantasia simples são os que apresentam efeitos fundamentais sobre o mesmo fio, como por exemplo : Friset, Recoberto, etc. Tais fios componentes básicos por sua obtenção. Estas são as definições dos efeitos fundamentais, sobre a base dos quais vem depois produzidos outros efeitos.
Com alguns tipos de retorcedeiras fantasia podem ser produzidos alternativamente diferentes efeitos fundamentais sobre o mesmo fio, como por exemplo: Friset, Recoberto, etc. Tais fios são utilizados em tecidos de malha para vestuário e para decoração.

### Eisengarn
Eisengarn, que significa "fio de ferro" em inglês, é um fio de algodão encerado que reflete a luz e é forte. É feito por imersão de fios de algodão em uma solução de amido, cera de parafina. Os fios são então esticados e polidos. O resultado final do processo é um fio brilhante, resistente a rasgos, que é extremamente resistente ao desgaste.